# Liste des Playmates des années 2010
La Playmate of the Month, ou Miss, est une femme désignée chaque mois par le magazine Playboy. Elle apparaît sur le dépliant central du magazine, appelé centerfold.
La Playmate of the Year est quant à elle désignée chaque année parmi les 12 Playmates of the Month de l'année précédente.
Dans cette liste, le drapeau indique le pays de naissance de la playmate, non sa nationalité.

## Parannéeet parmois

### 2010
Playmate of the Year : Hope Dworaczyk
- Miss January : Jaime Faith Edmondson  (Numéro double)
- Miss February : Heather Rae Young  (Numéro double)
- Miss March : Kyra Milan
- Miss April : Amy Leigh Andrews
- Miss May : Kassie Lyn Logsdon
- Miss June : Katie Vernola
- Miss July : Shanna McLaughlin
- Miss August : Angela Francesca Frigo
- Miss September : Olivia Paige
- Miss October : Claire Sinclair
- Miss November : Shera Bechard
- Miss December : Ashley Hobbs

Playmates de 2010
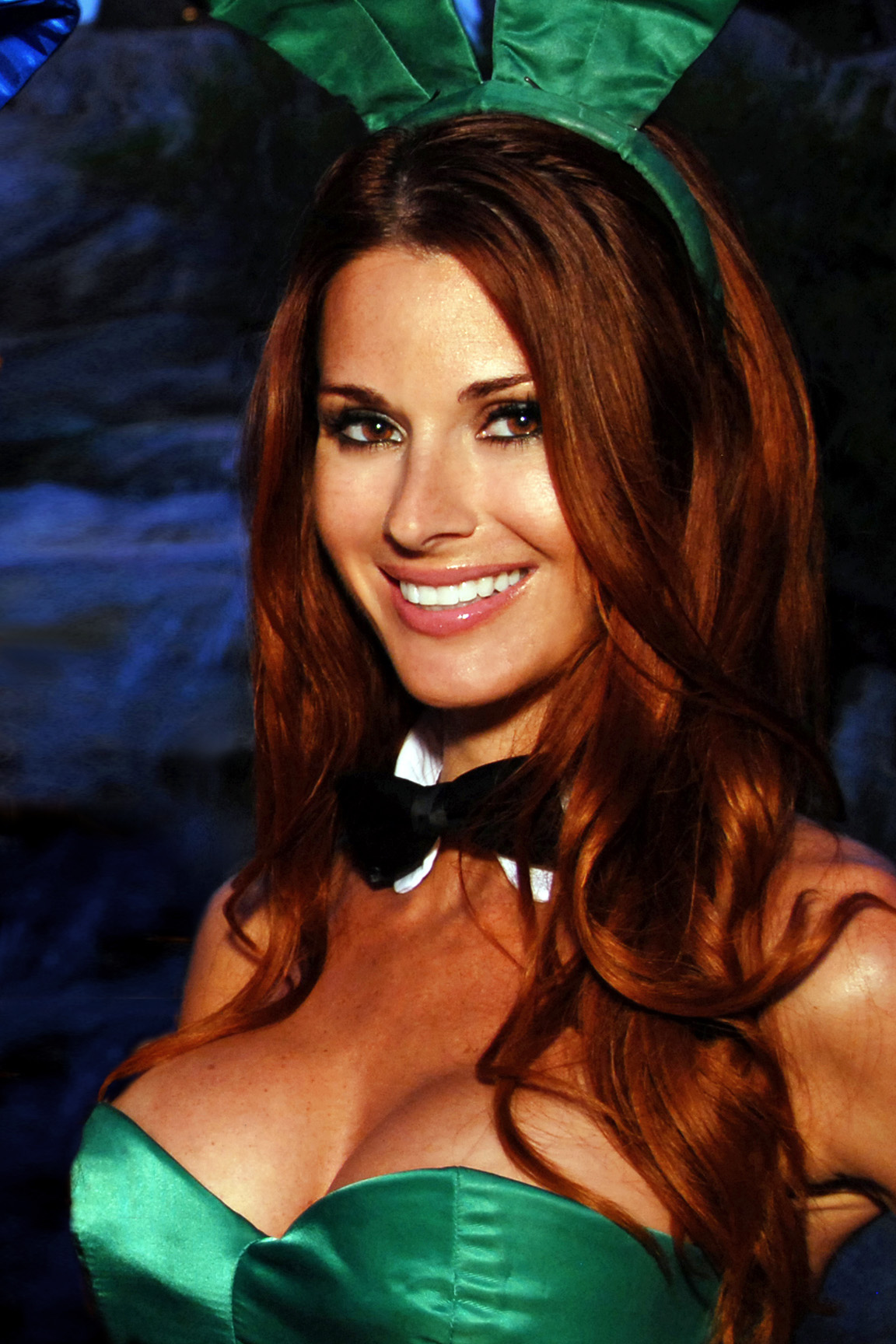
Jaime Faith Edmondson
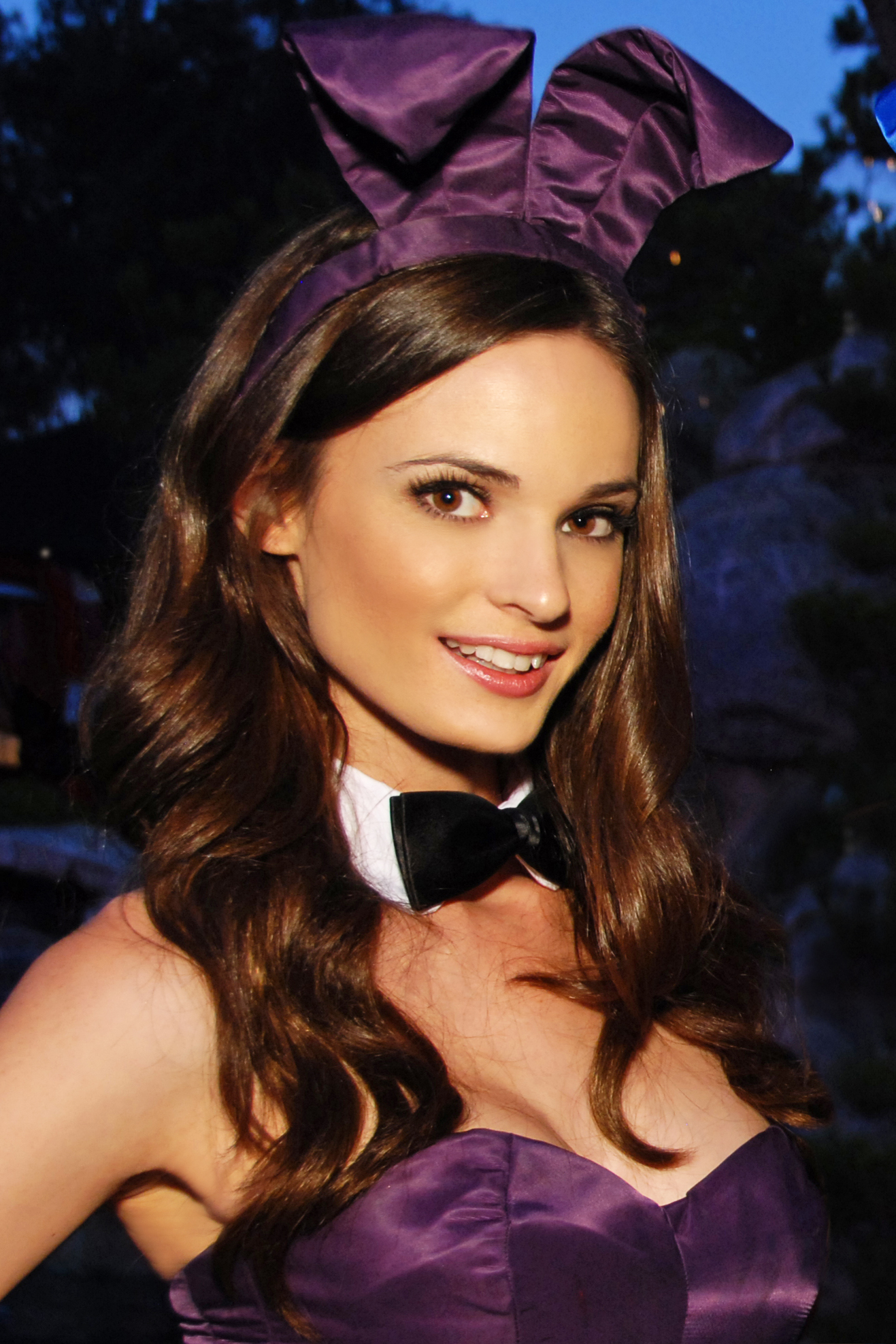
Kassie Lyn Logsdon
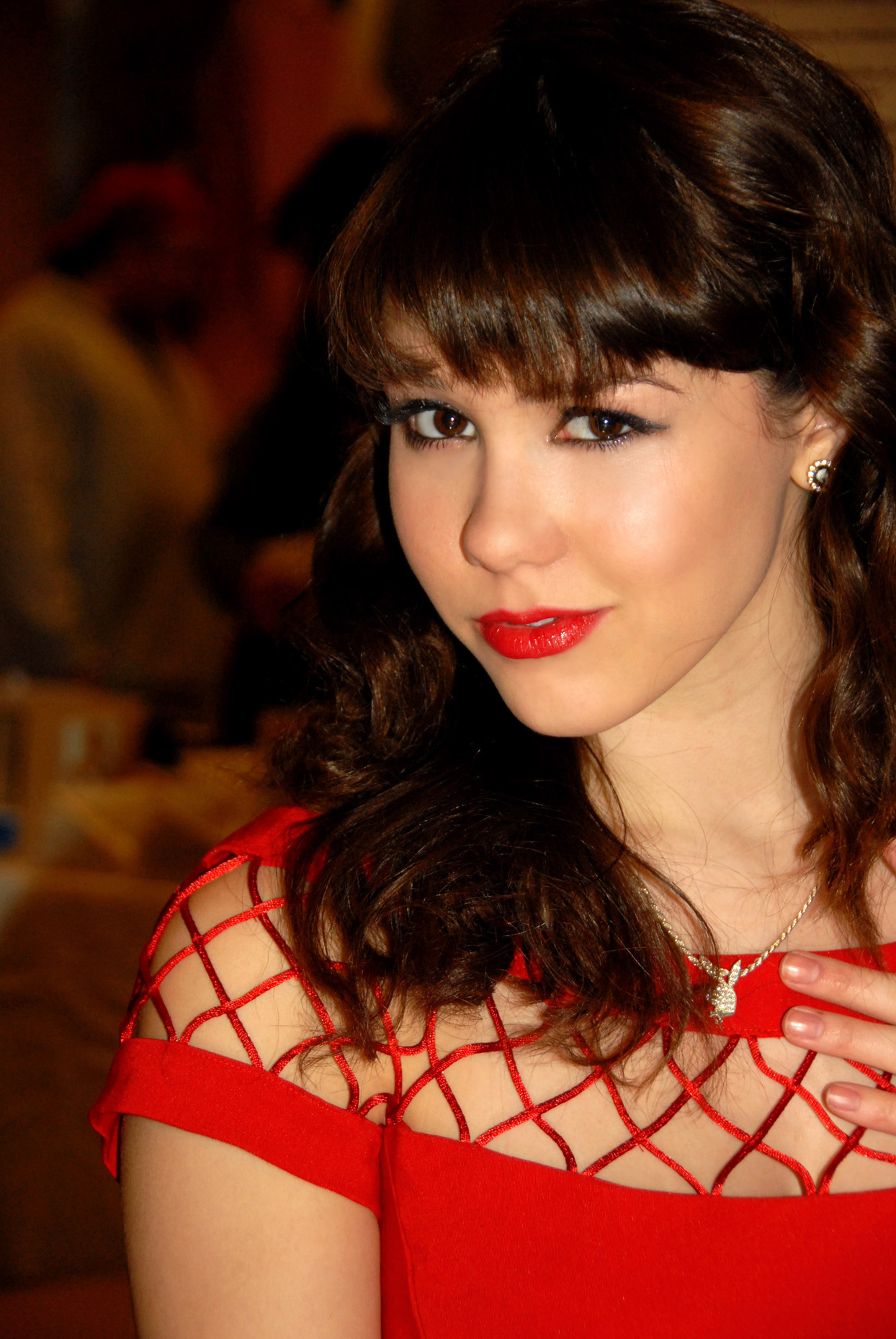
Claire Sinclair
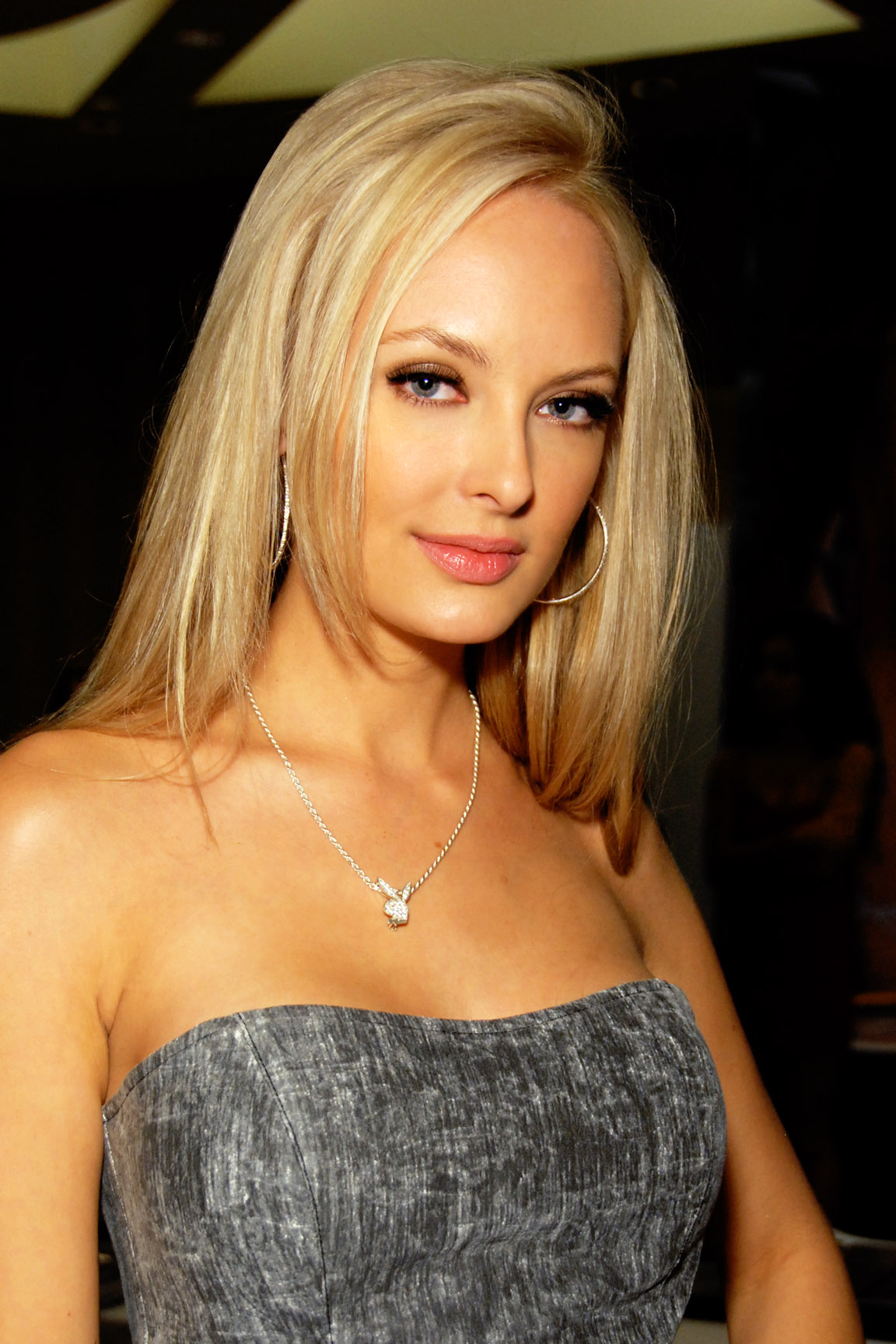
Shera Bechard

### 2011
Playmate of the Year : Claire Sinclair
- Miss January : Anna Sophia Berglund
- Miss February : Kylie Johnson
- Miss March : Ashley Mattingly
- Miss April : Jaclyn Swedberg
- Miss May : Sasha Bonilova
- Miss June : Mei-Ling Lam
- Miss July : Jessa Hinton
- Miss August : Iryna Ivanova
- Miss September : Tiffany Toth
- Miss October : Amanda Cerny
- Miss November : Ciara Price
- Miss December : Rainy Day Jordan

Playmates de 2011
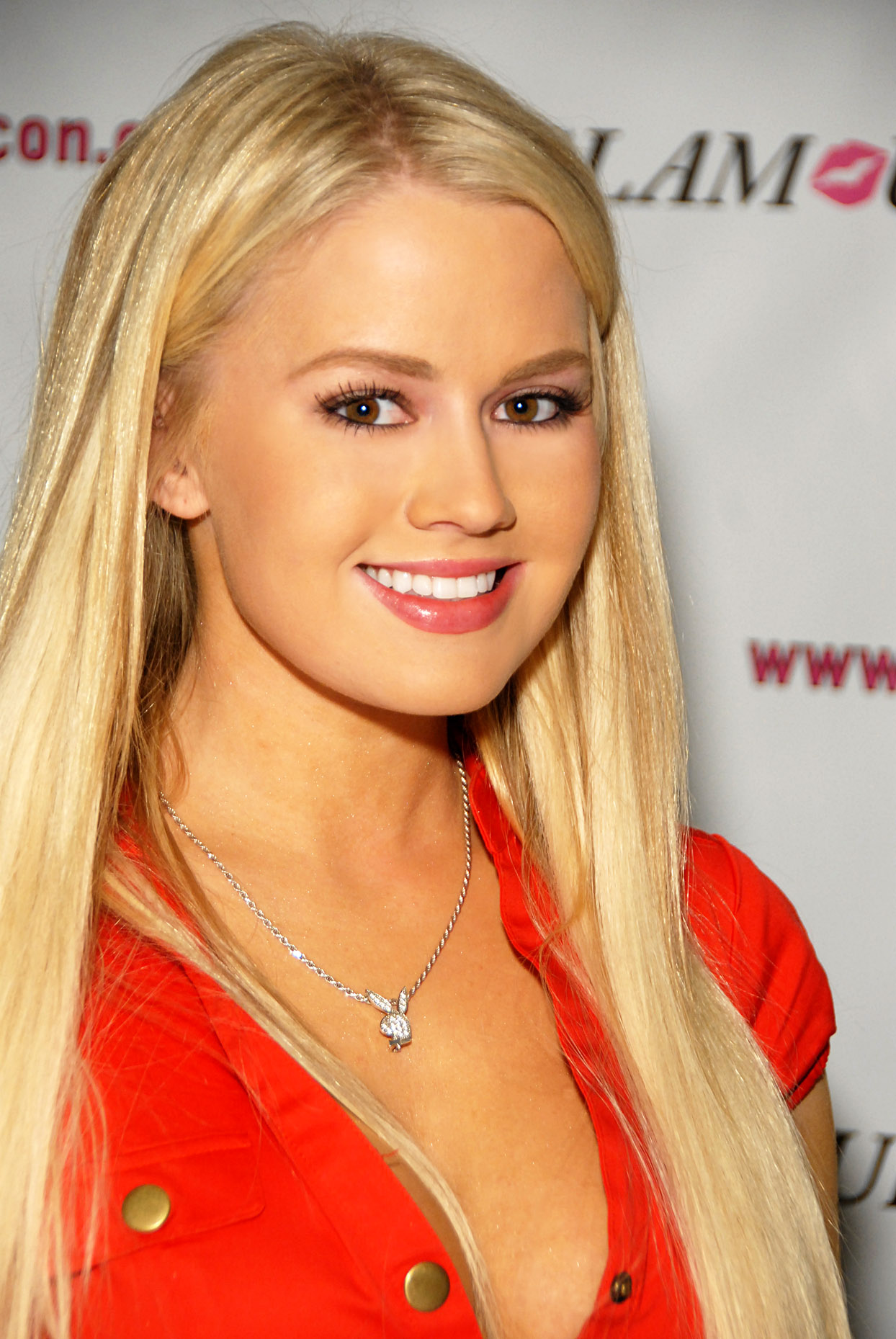
Anna Sophia Berglund
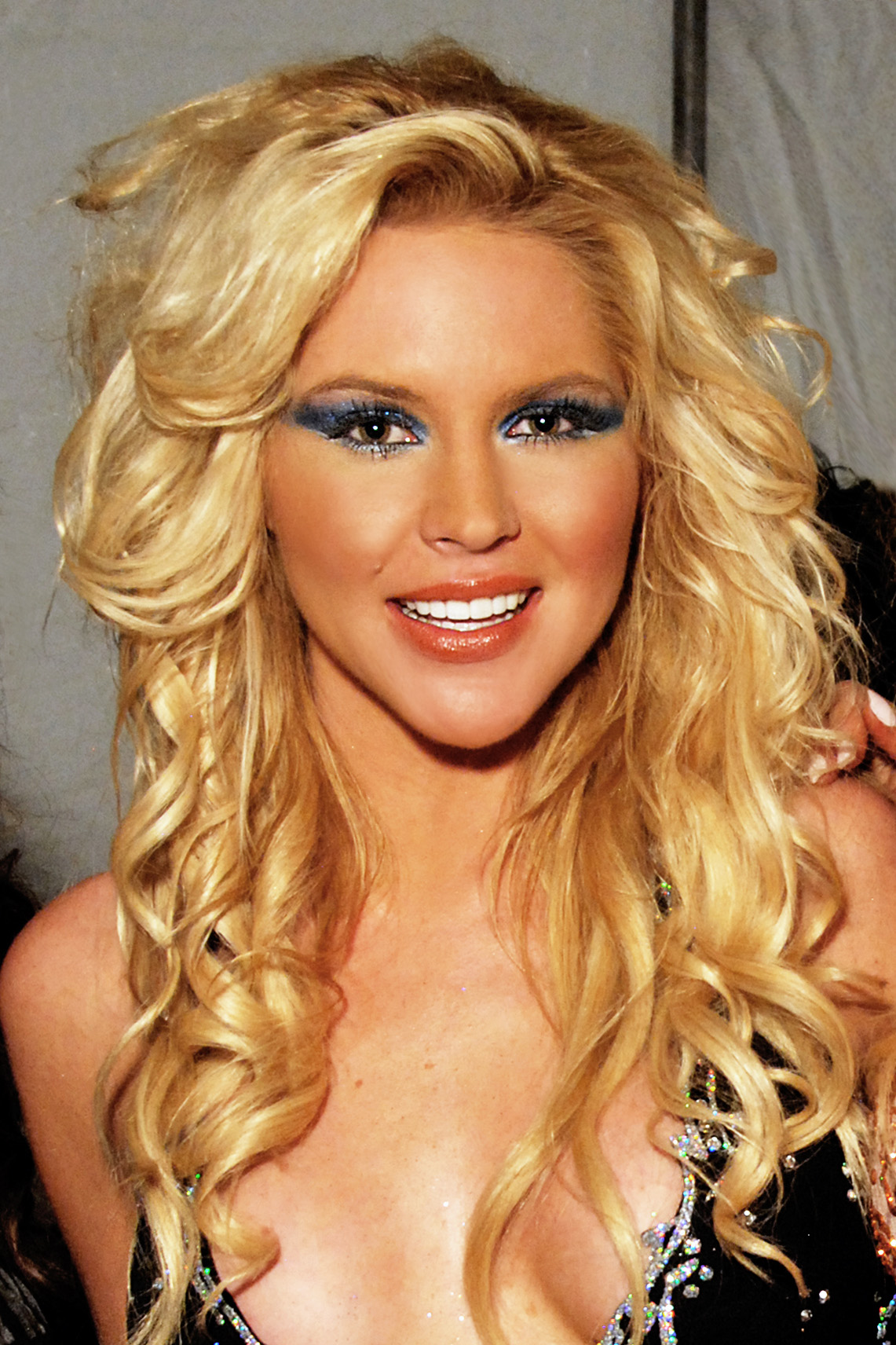
Ashley Mattingly
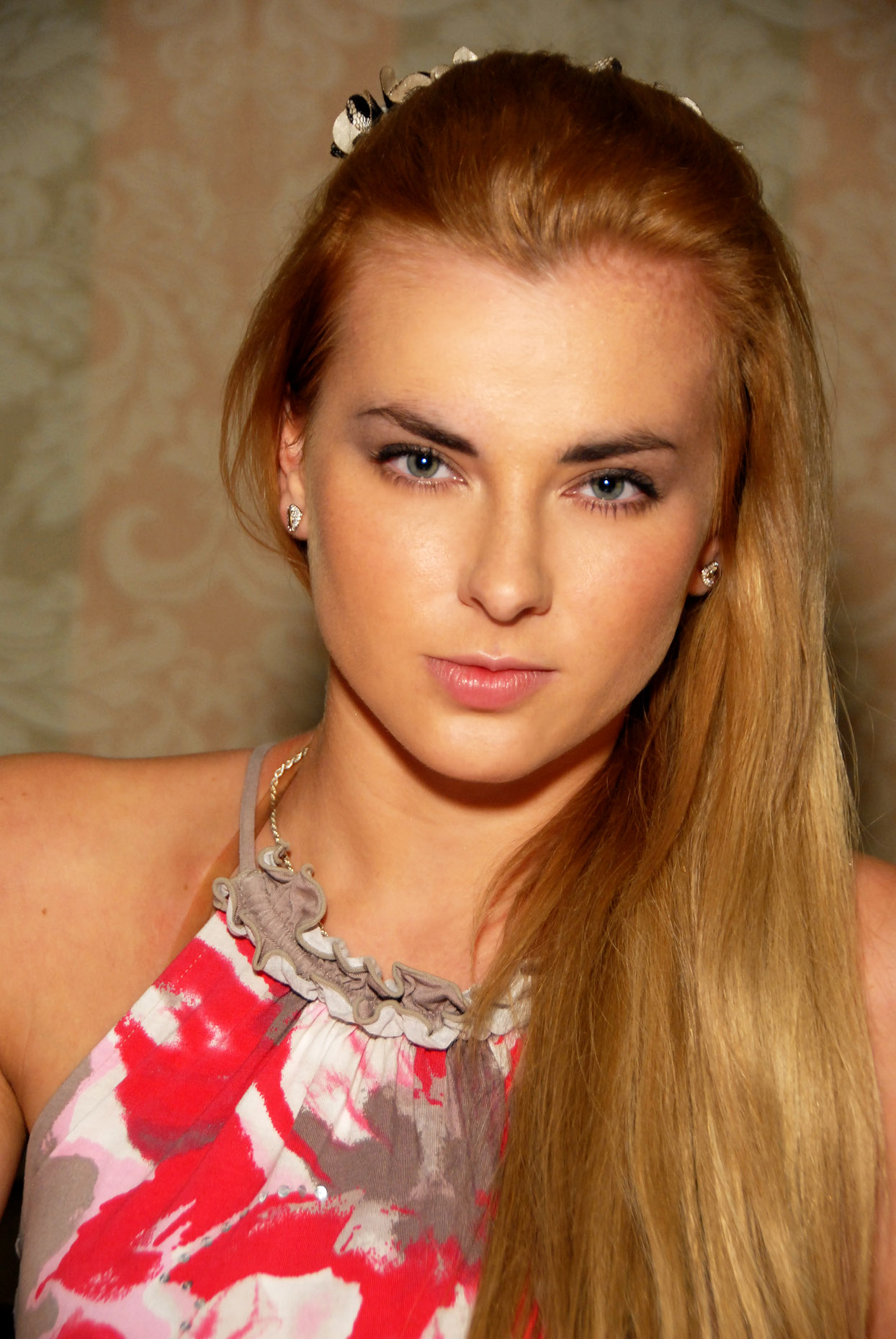
Sasha Bonilova
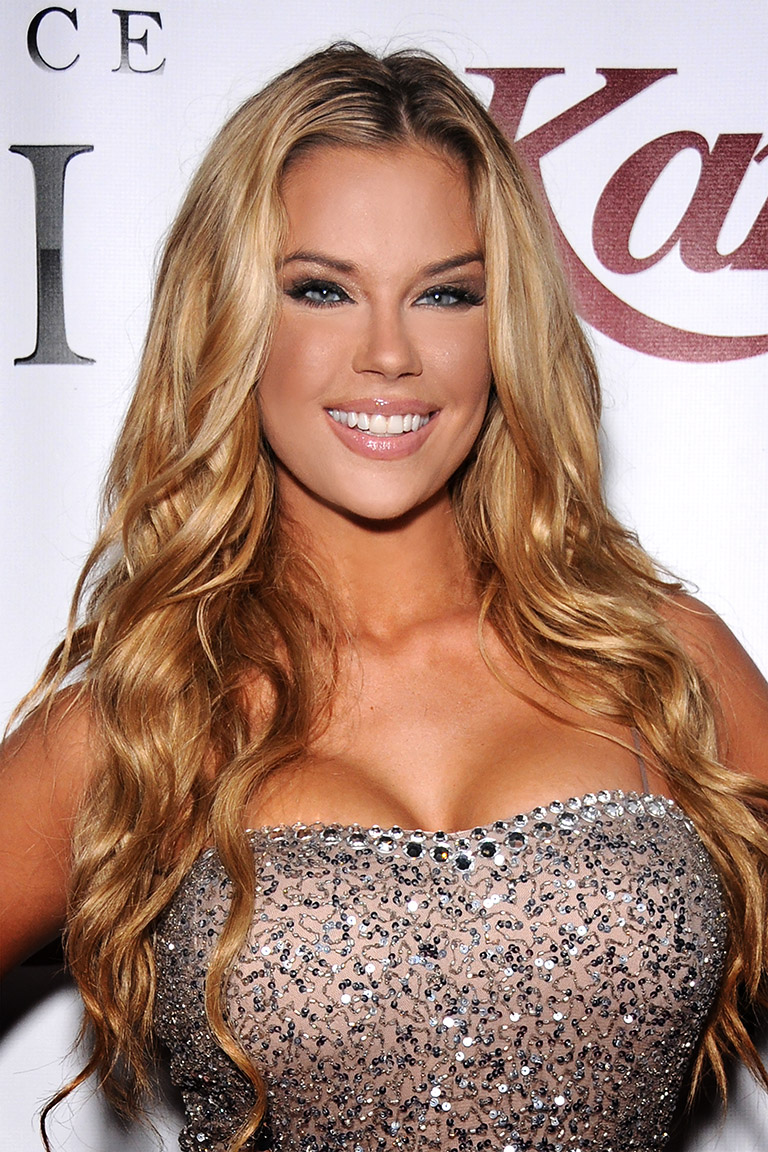
Jessa Hinton
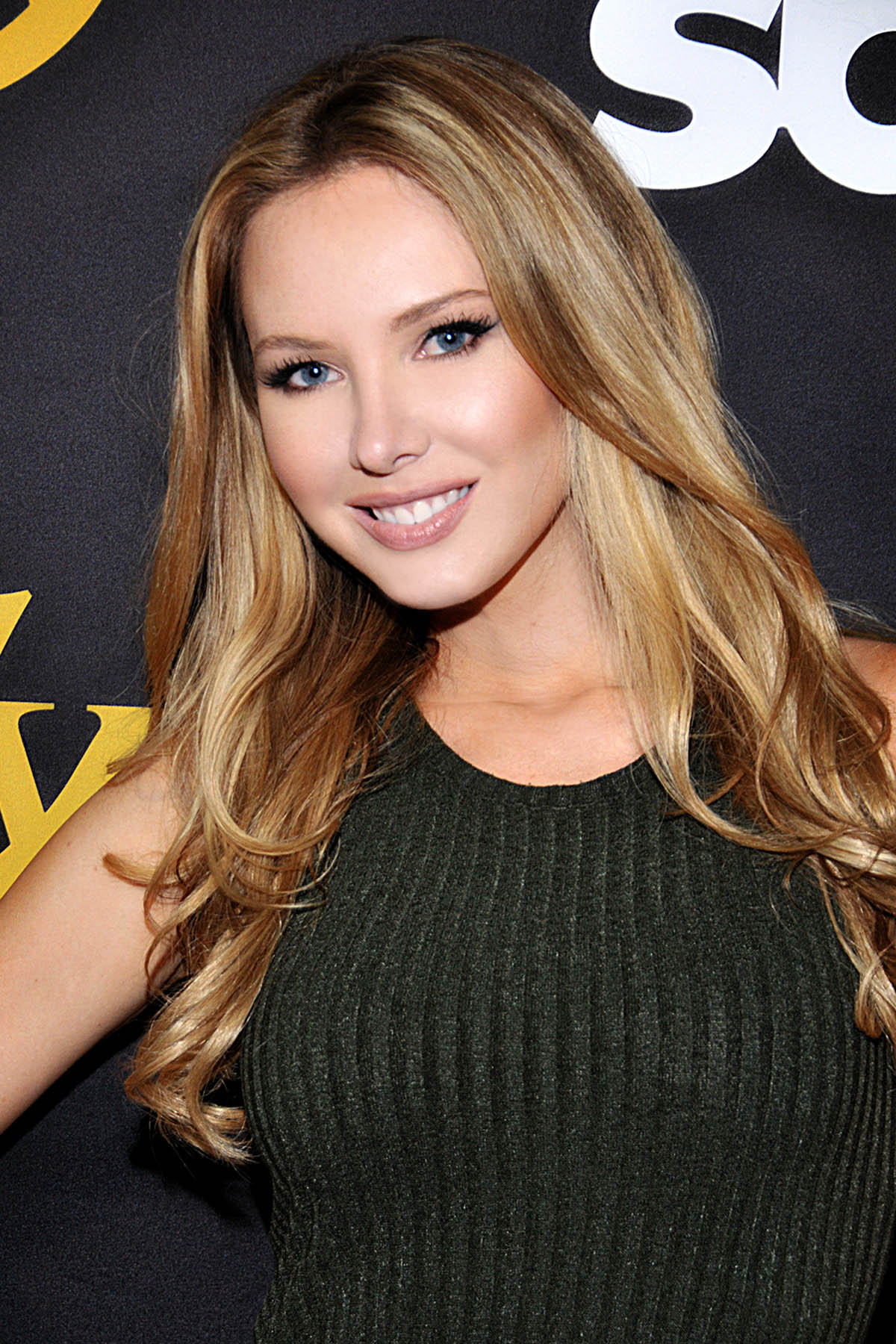
Tiffany Toth
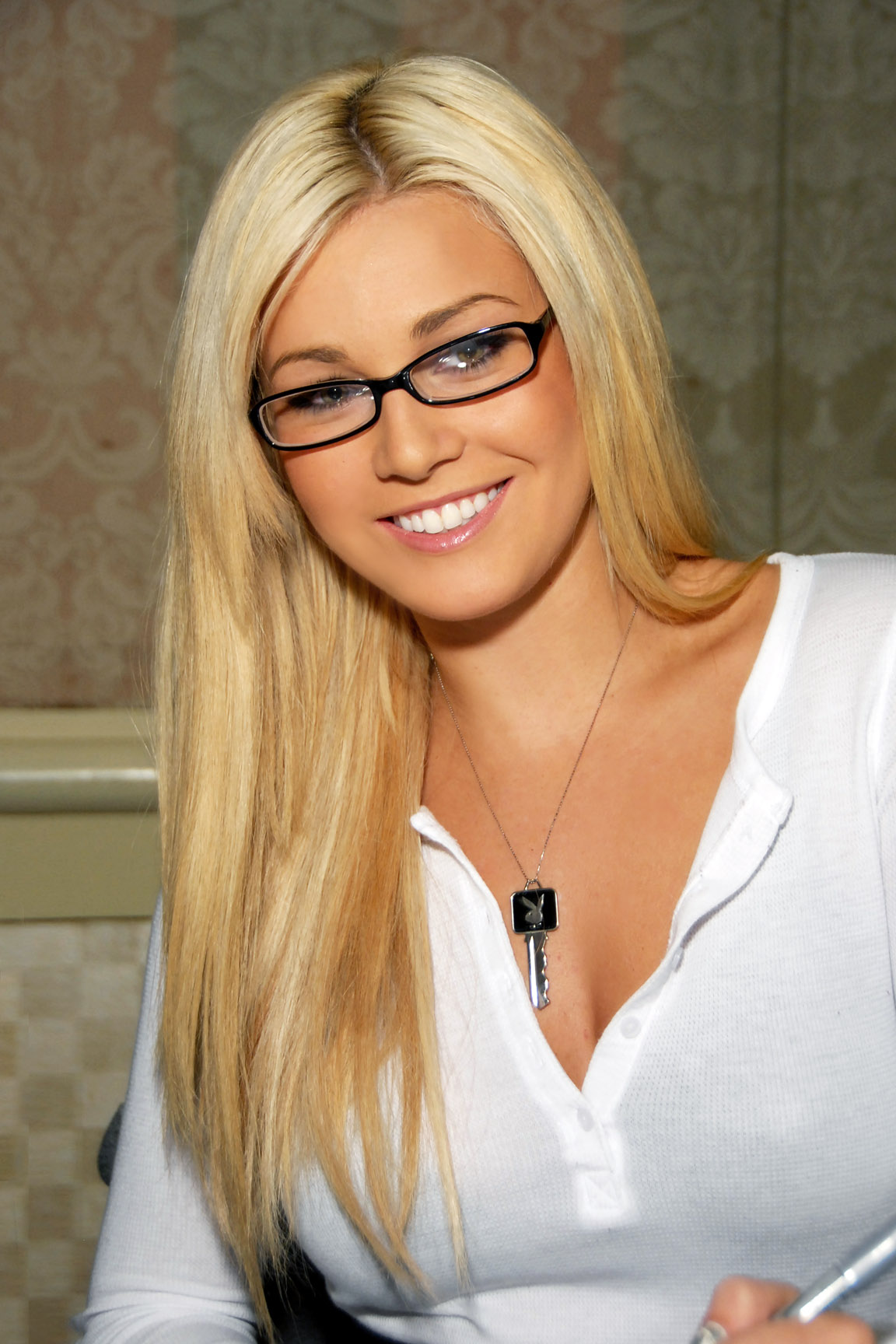
Ciara Price
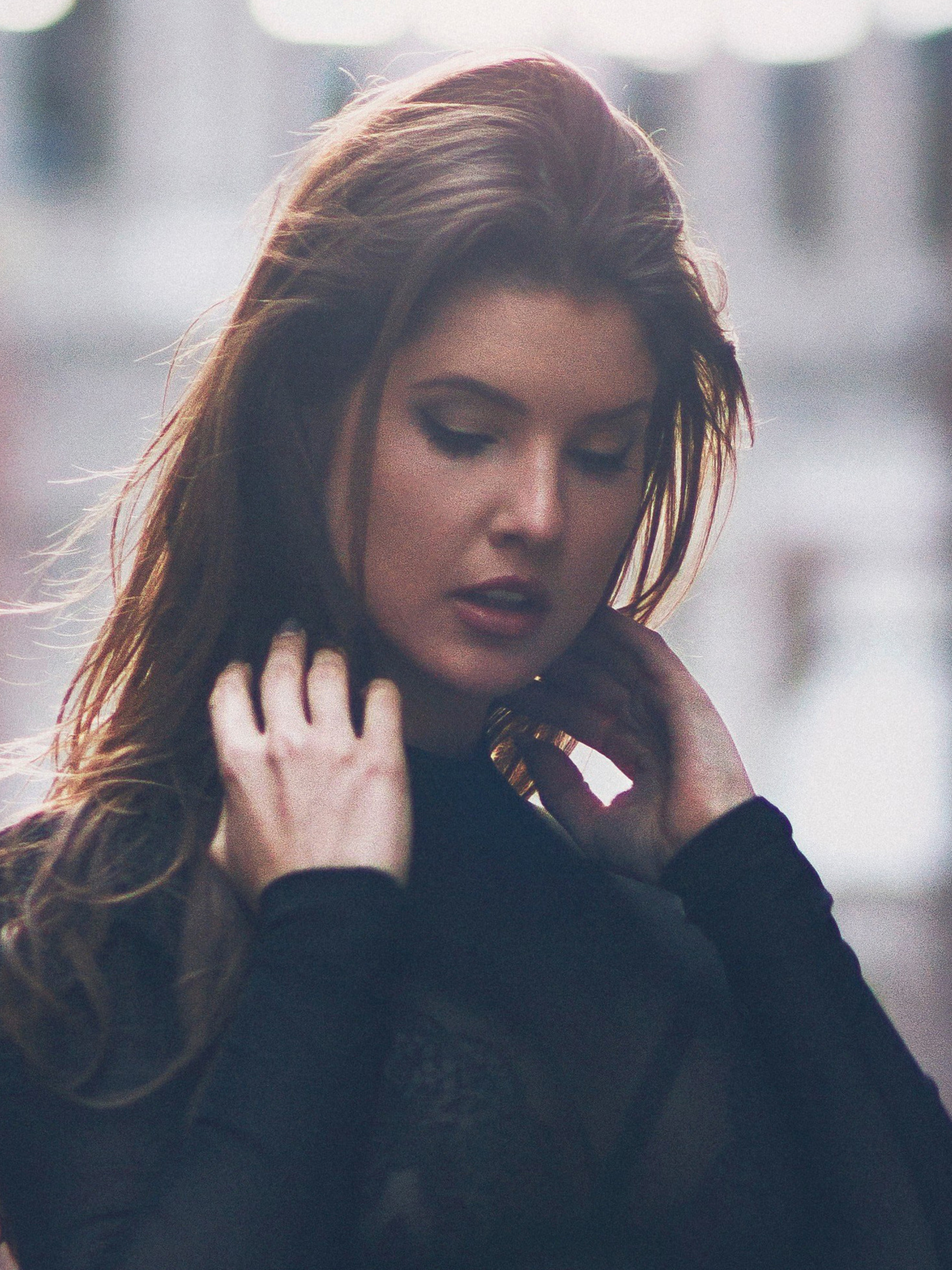
Amanda Cerny
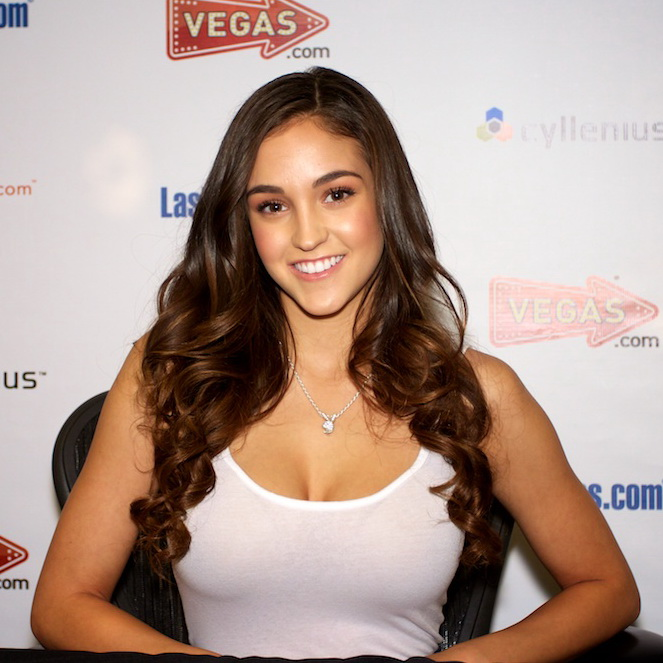
Jaclyn Swedberg

### 2012
Playmate of the Year : Jaclyn Swedberg
- Miss January : Heather Knox  (Numéro double)
- Miss February : Leola Bell  (Numéro double)
- Miss March : Lisa Seiffert
- Miss April : Raquel Pomplun
- Miss May : Nikki Leigh
- Miss June : Amelia Talon
- Miss July : Shelby Chesnes  (Numéro double)
- Miss August : Beth Williams  (Numéro double)
- Miss September : Alana Campos
- Miss October : Pamela Horton
- Miss November : Britany Nola
- Miss December : Amanda Streich

Playmates de 2012
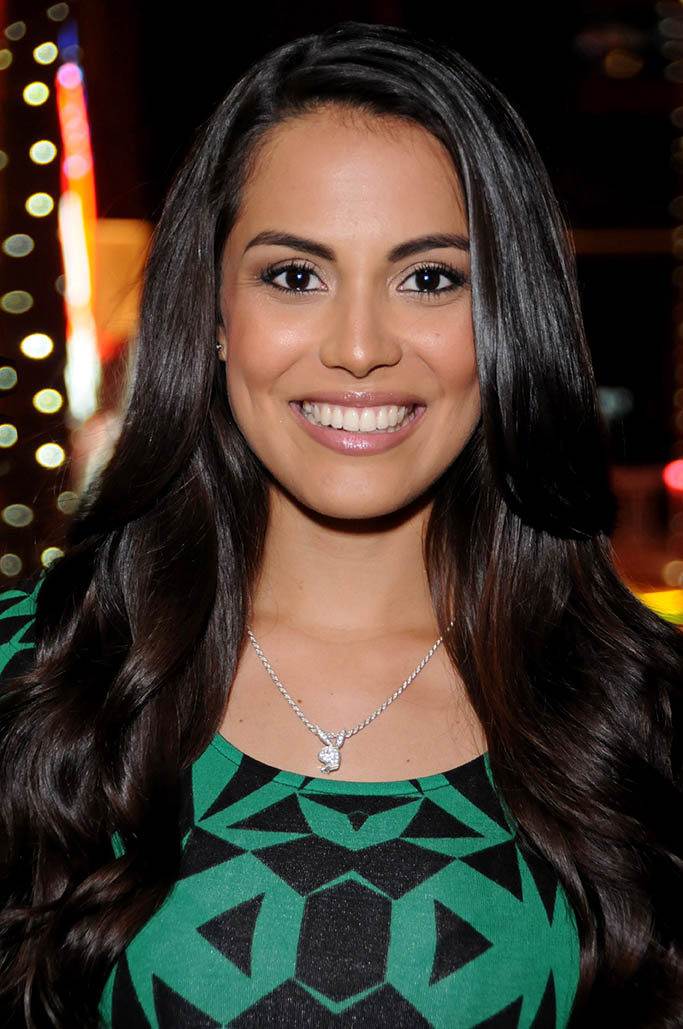
Raquel Pomplun
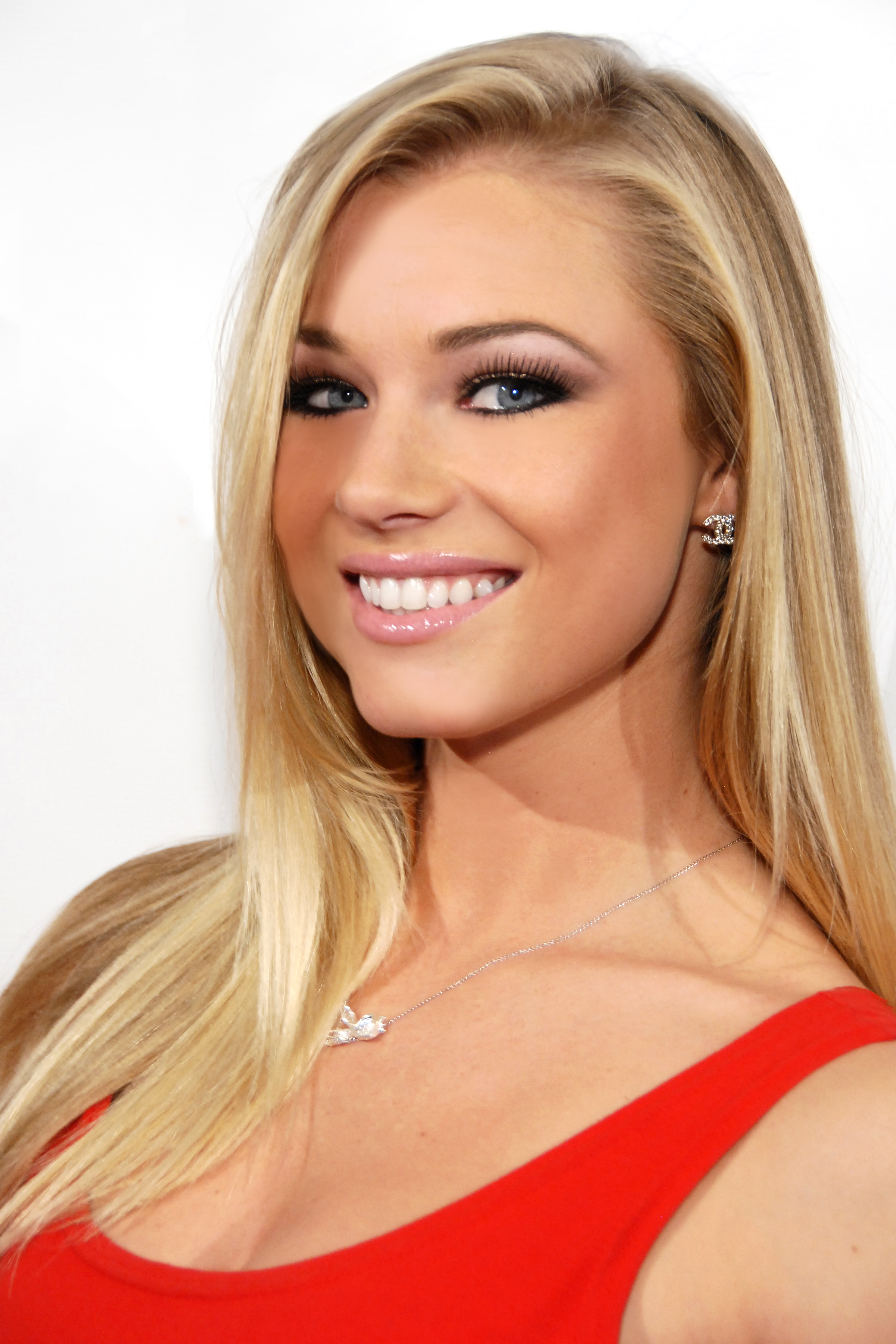
Nikki Leigh
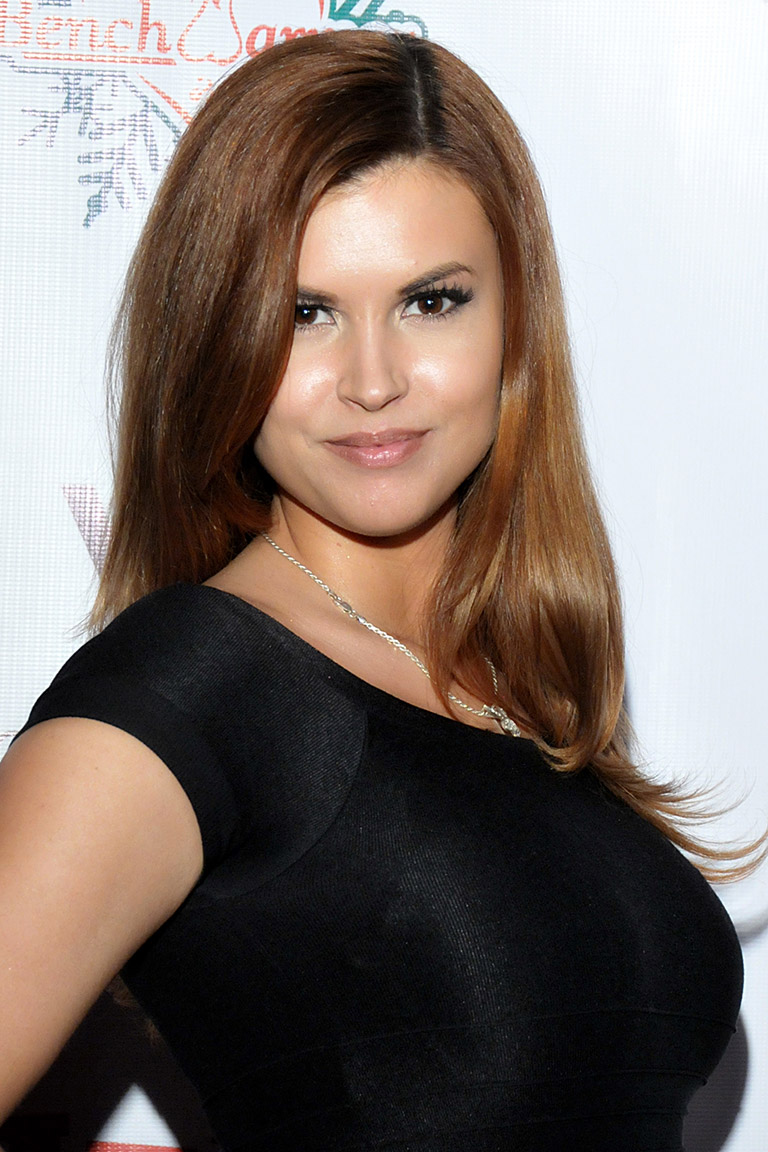
Amelia Talon
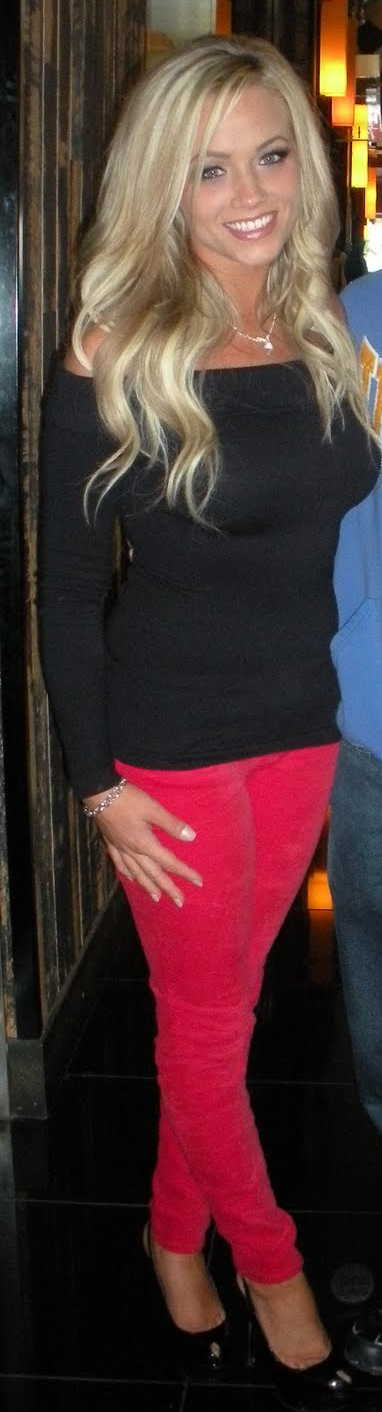
Heather Knox
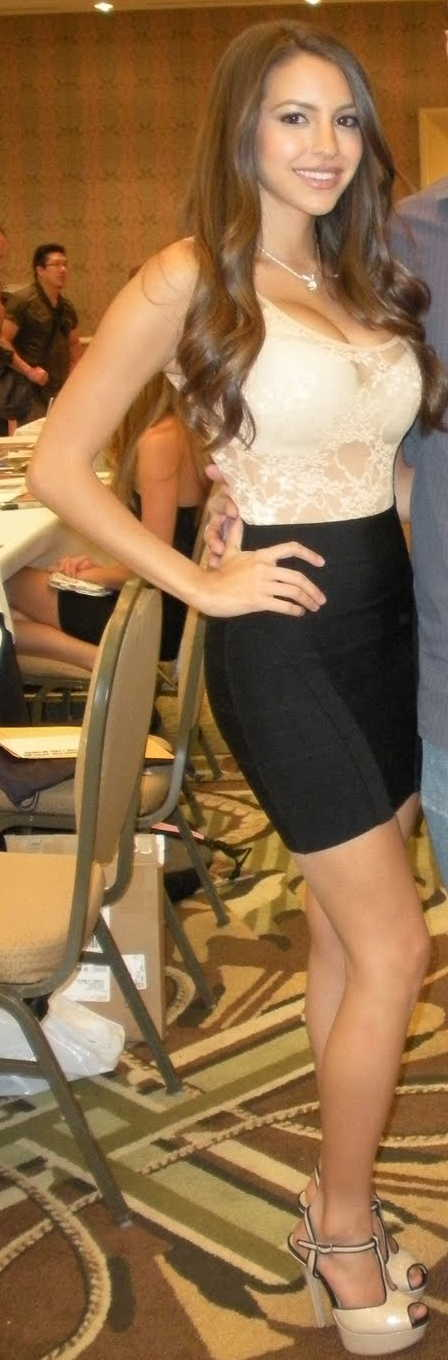
Shelby Chesnes
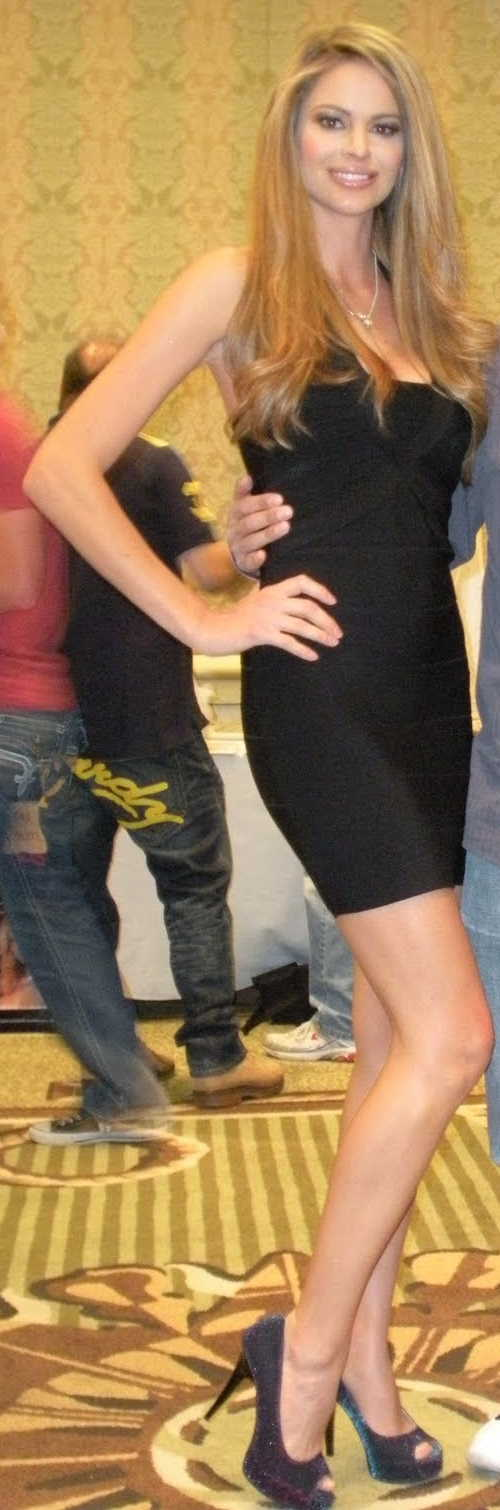
Beth Williams
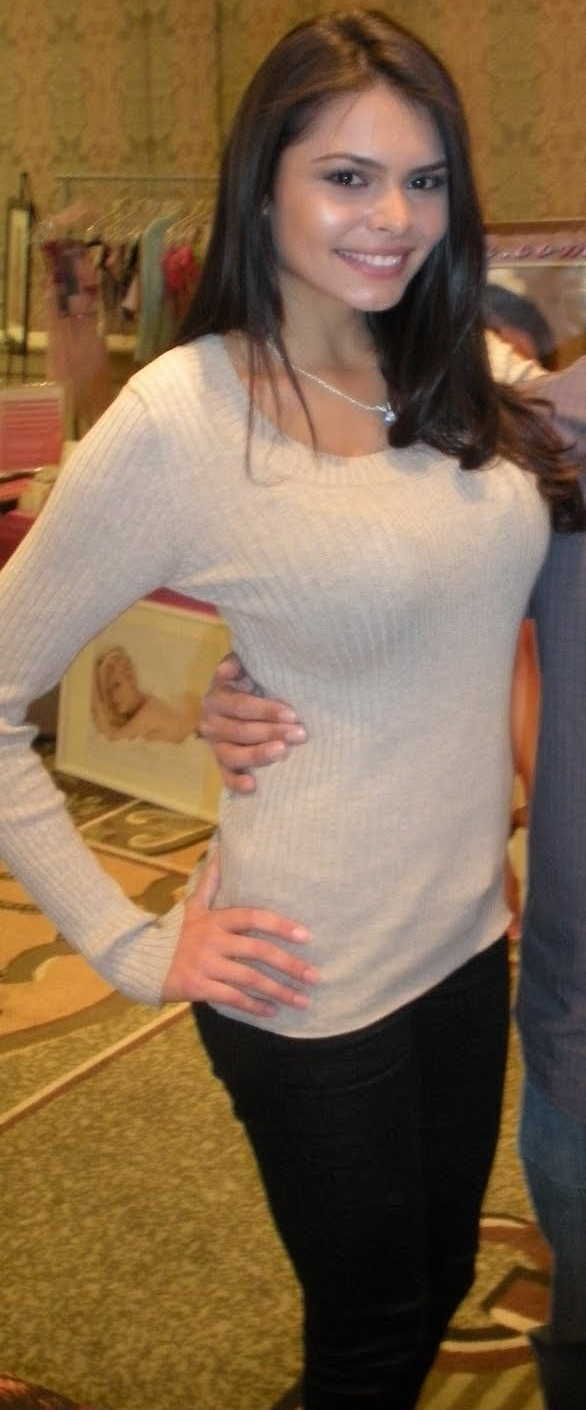
Alana Campos
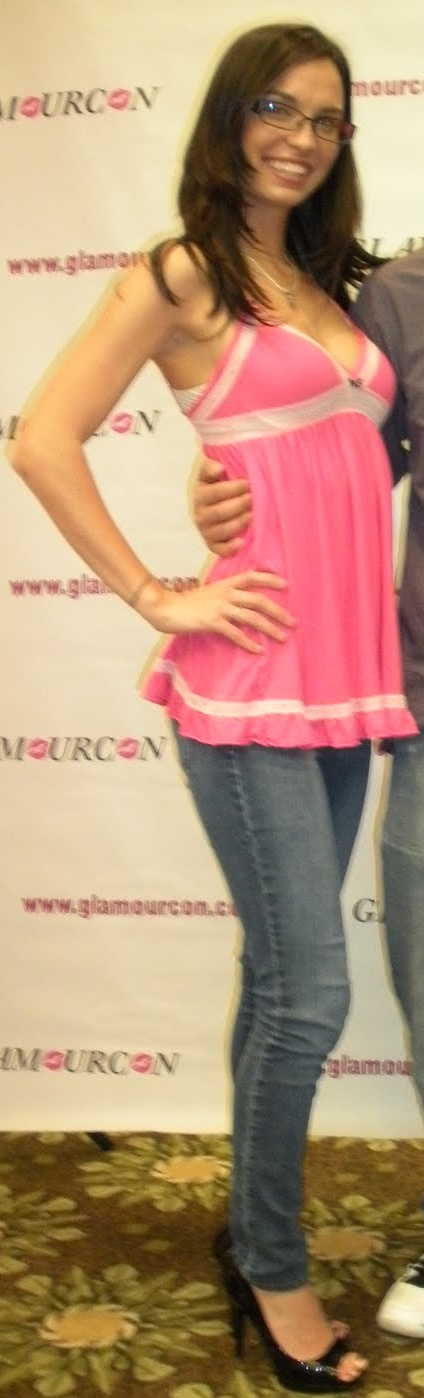
Pamela Horton

### 2013
Playmate of the Year : Raquel Pomplun
- Miss January : Karina Marie
- Miss February : Shawn Dillon
- Miss March : Ashley Doris
- Miss April : Jaslyn Ome
- Miss May : Kristen Nicole
- Miss June : Audrey Allen
- Miss July : Alyssa Arce
- Miss August : Val Keil
- Miss September : Bryiana Noelle
- Miss October : Carly Lauren
- Miss November : Gemma Lee Farrell
- Miss December : Kennedy Summers

Playmates de 2013
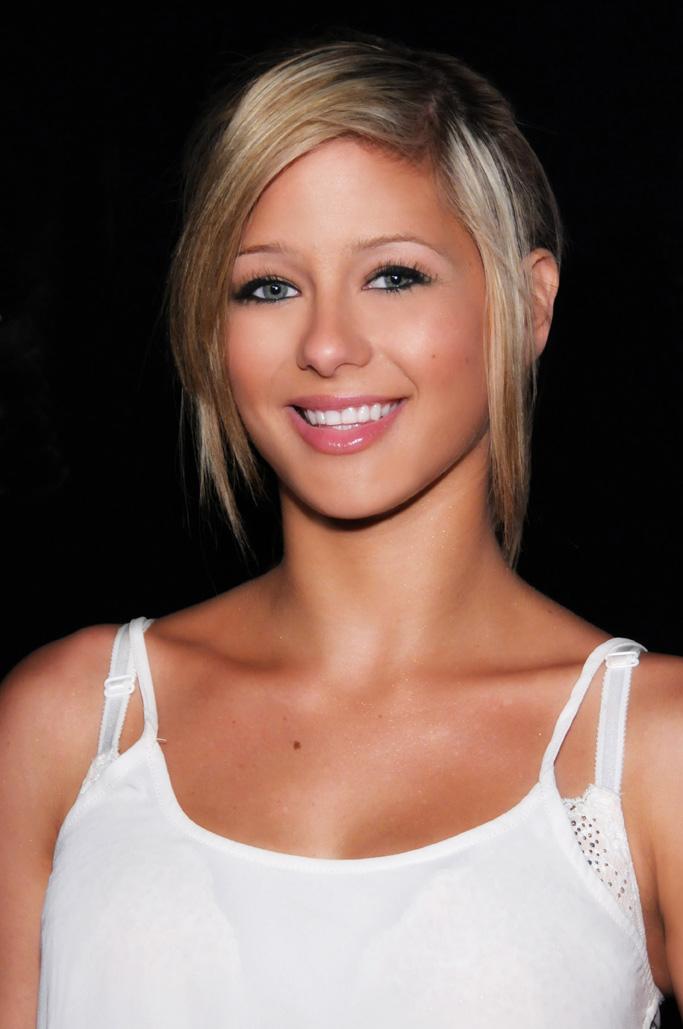
Audrey Allen
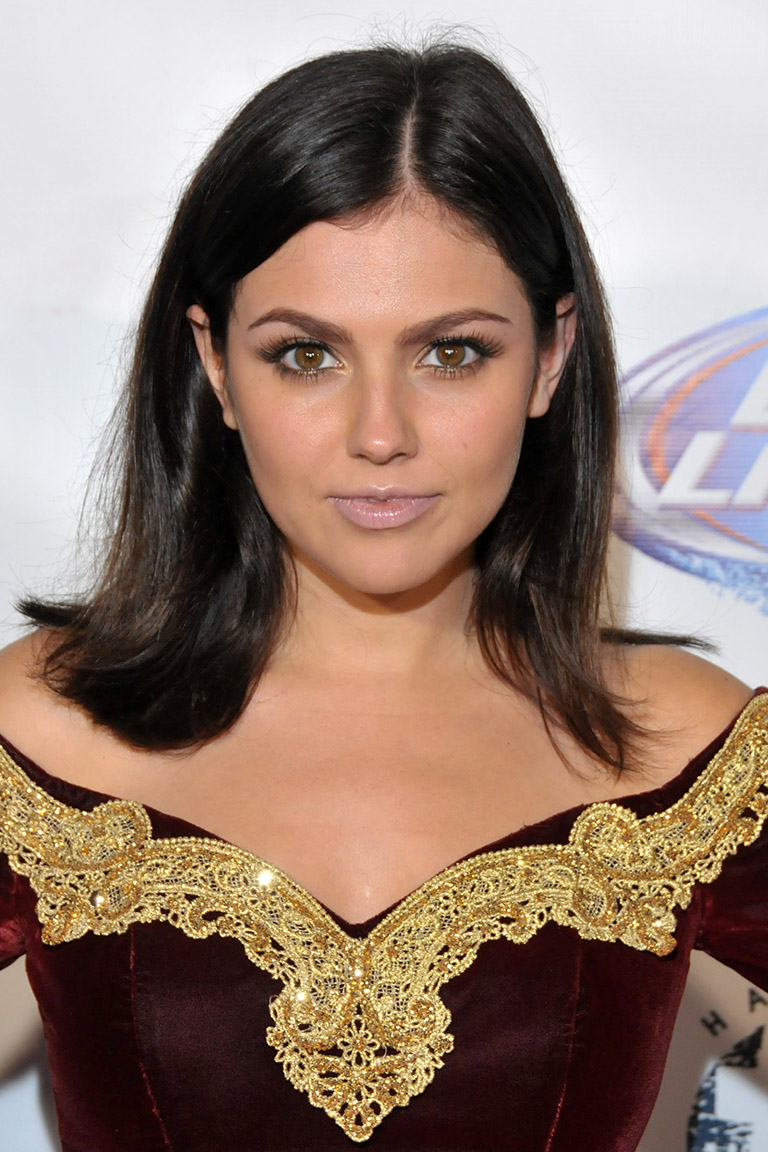
Val Keil
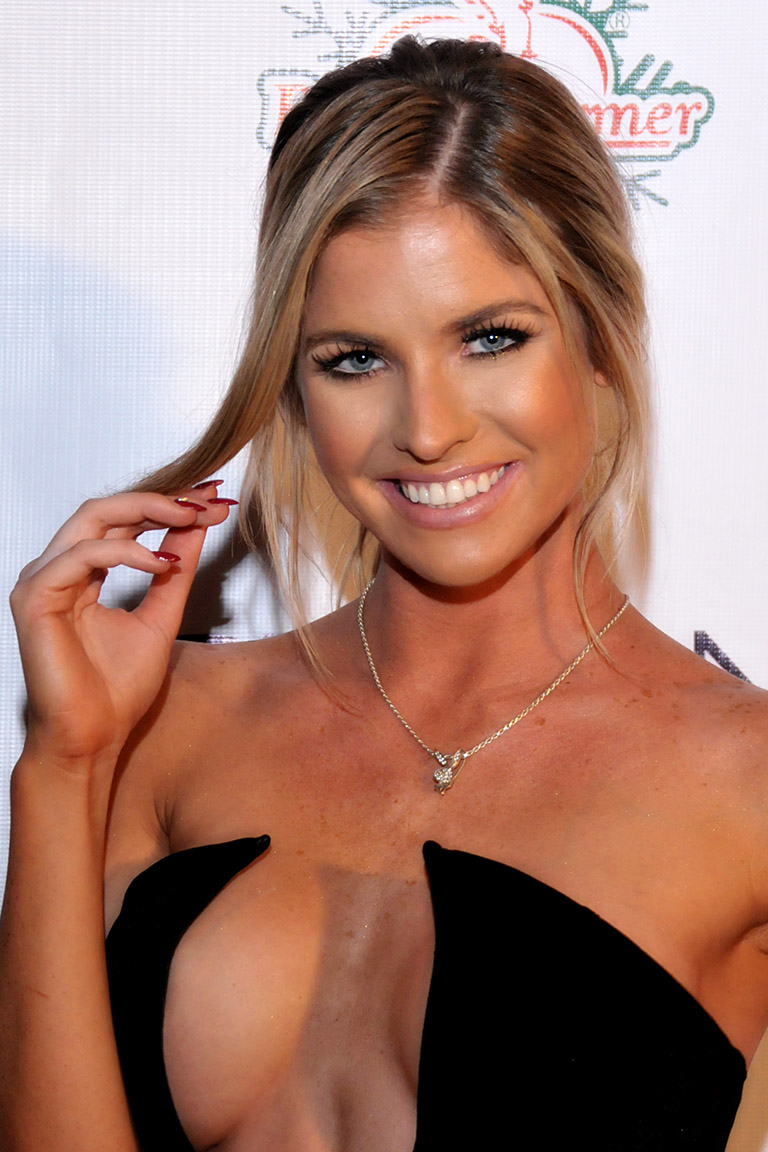
Carly Lauren
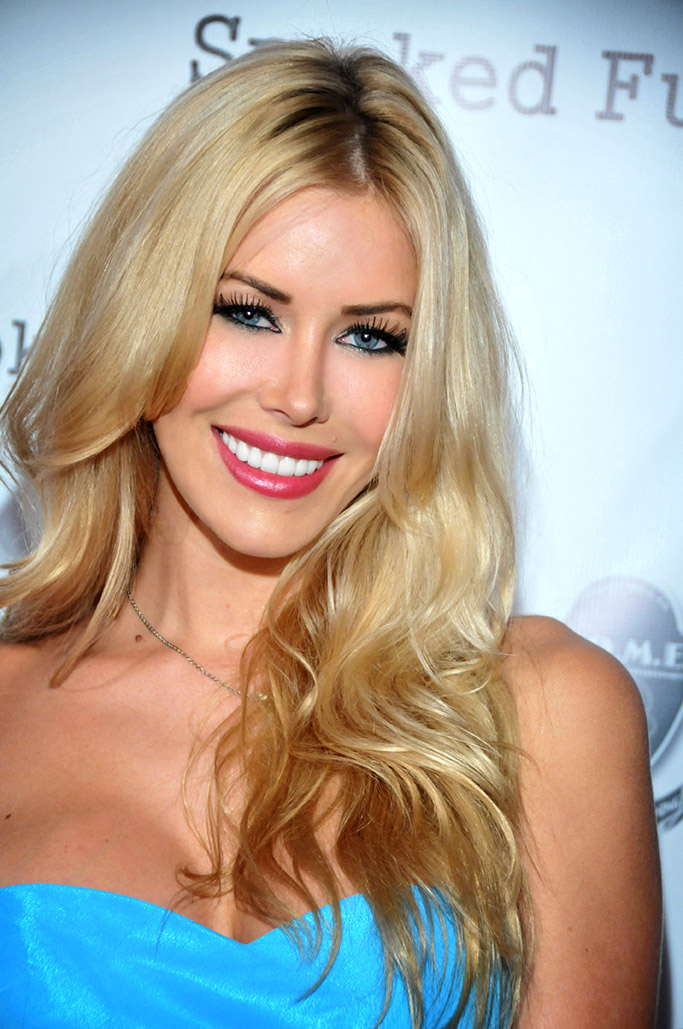
Kennedy Summers

### 2014
Playmate of the Year : Kennedy Summers
- Miss January : Roos van Montfort
- Miss February : Amanda Booth
- Miss March : Britt Linn
- Miss April : Shanice Jordyn
- Miss May : Dani Mathers
- Miss June : Jessica Ashley
- Miss July : Emily Agnes
- Miss August : Maggie May
- Miss September : Stephanie Branton
- Miss October : Roxanna June
- Miss November : Gia Marie
- Miss December : Elizabeth Ostrander

Playmates de 2014
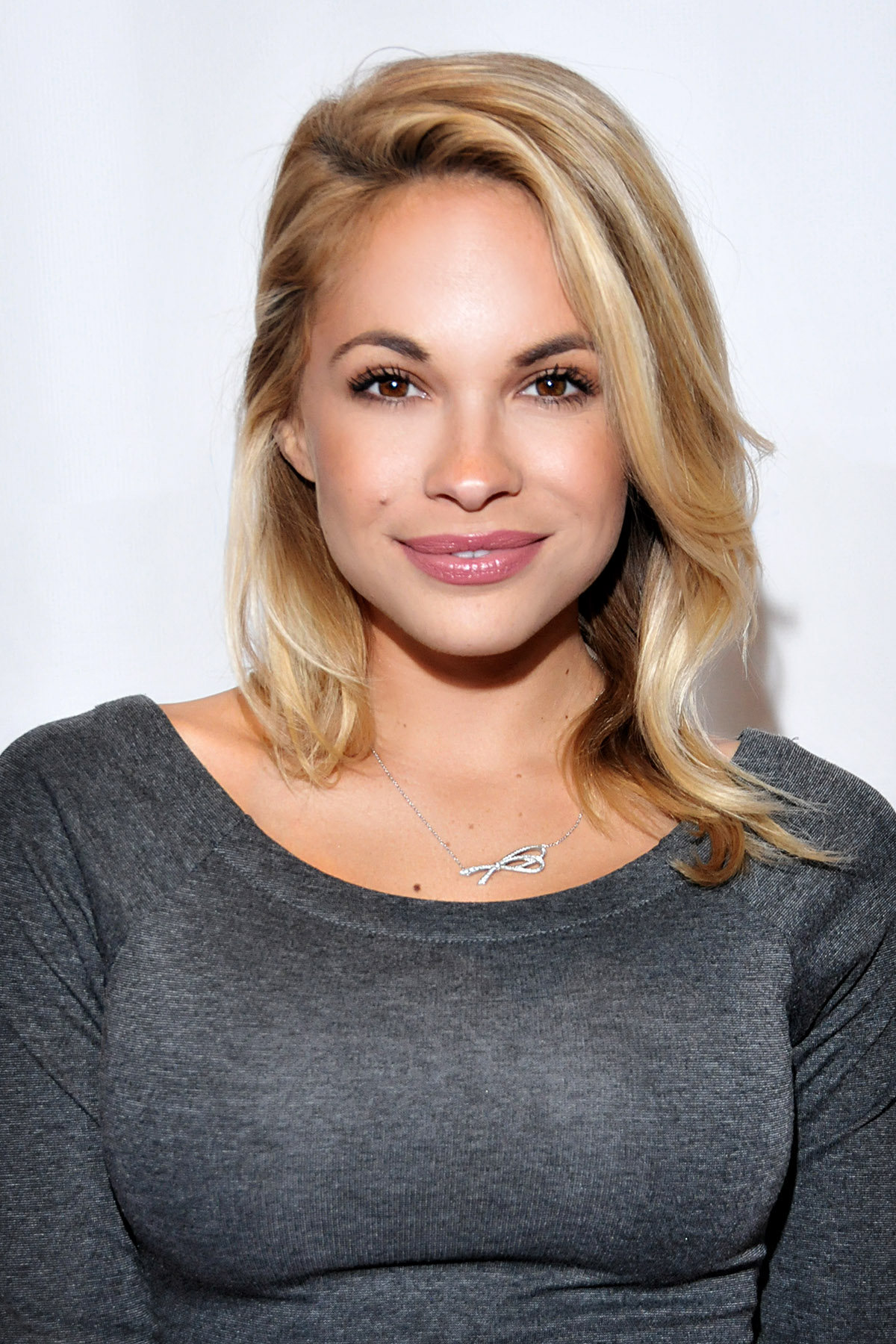
Dani Mathers
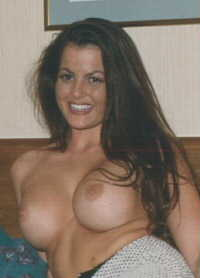
Maggie May

### 2015
Playmate of the Year : Dani Mathers
- Miss January : Brittny Ward
- Miss February : Kayslee Collins
- Miss March : Chelsie Aryn
- Miss April : Alexandra Tyler
- Miss May : Brittany Brousseau
- Miss June : Kaylia Cassandra
- Miss July : Kayla Rae Reid
- Miss August : Dominique Jane
- Miss September : Monica Sims
- Miss October : Ana Cheri
- Miss November : Rachel Harris
- Miss December : Eugena Washington

Playmates de 2016
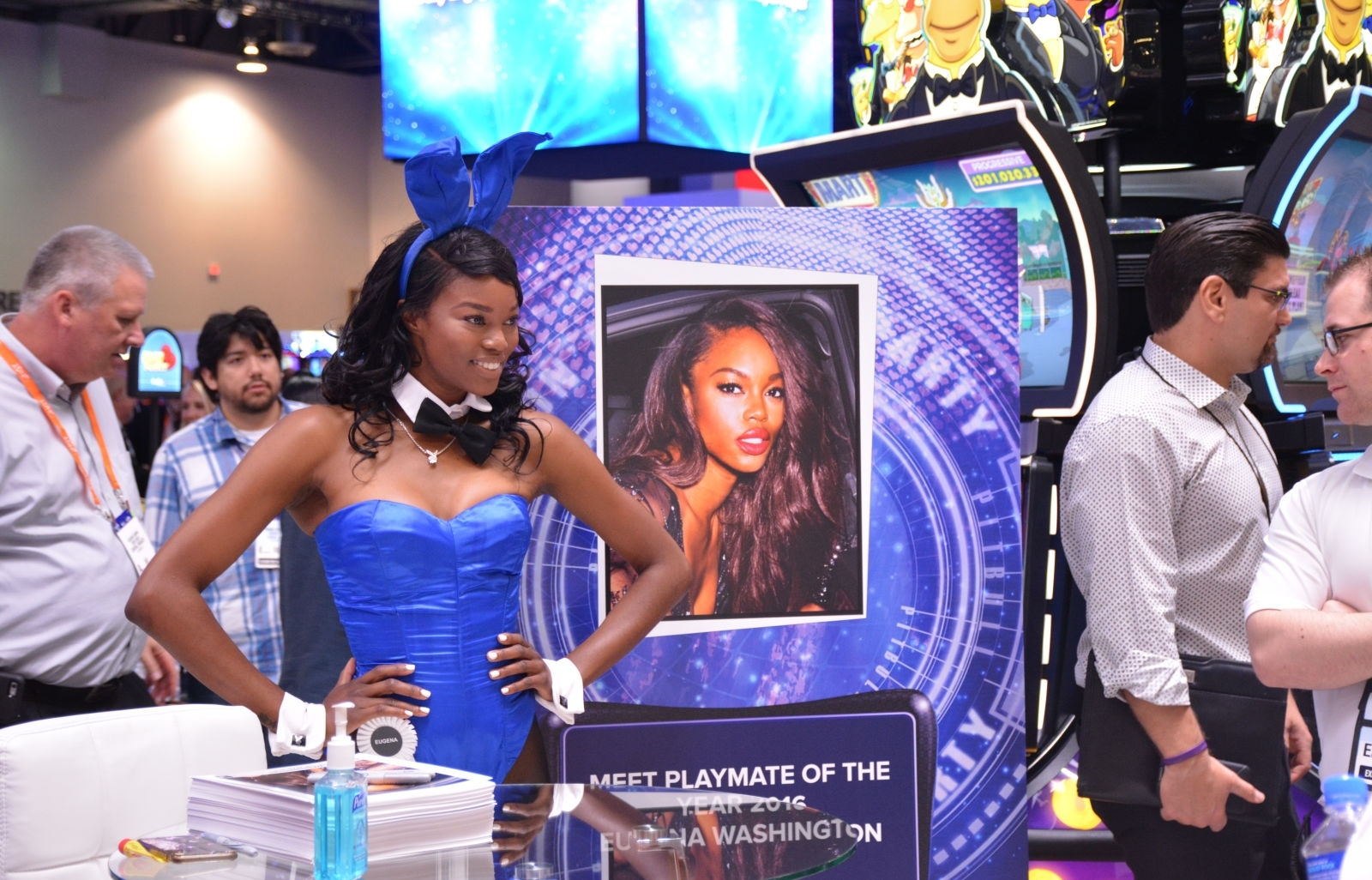
Eugena Washington

### 2016
Playmate of the Year : Eugena Washington
- Miss January : Amberleigh West
- Miss February : Kristy Garett

A compter de mars 2016, en changement de sa ligne éditoriale, Playboy bannit la nudité intégrale dans ses pages. 
- Miss March : Dree Hemingway
- Miss April : Camille Rowe
- Miss May : Brook Power
- Miss June : Josie Canseco
- Miss July : Ali Michael
- Miss August : Valerie van der Graaf
- Miss September : Kelly Gale
- Miss October : Allie Silva
- Miss November : Ashley Smith
- Miss December : Enikő Mihalik

Playmates de 2016
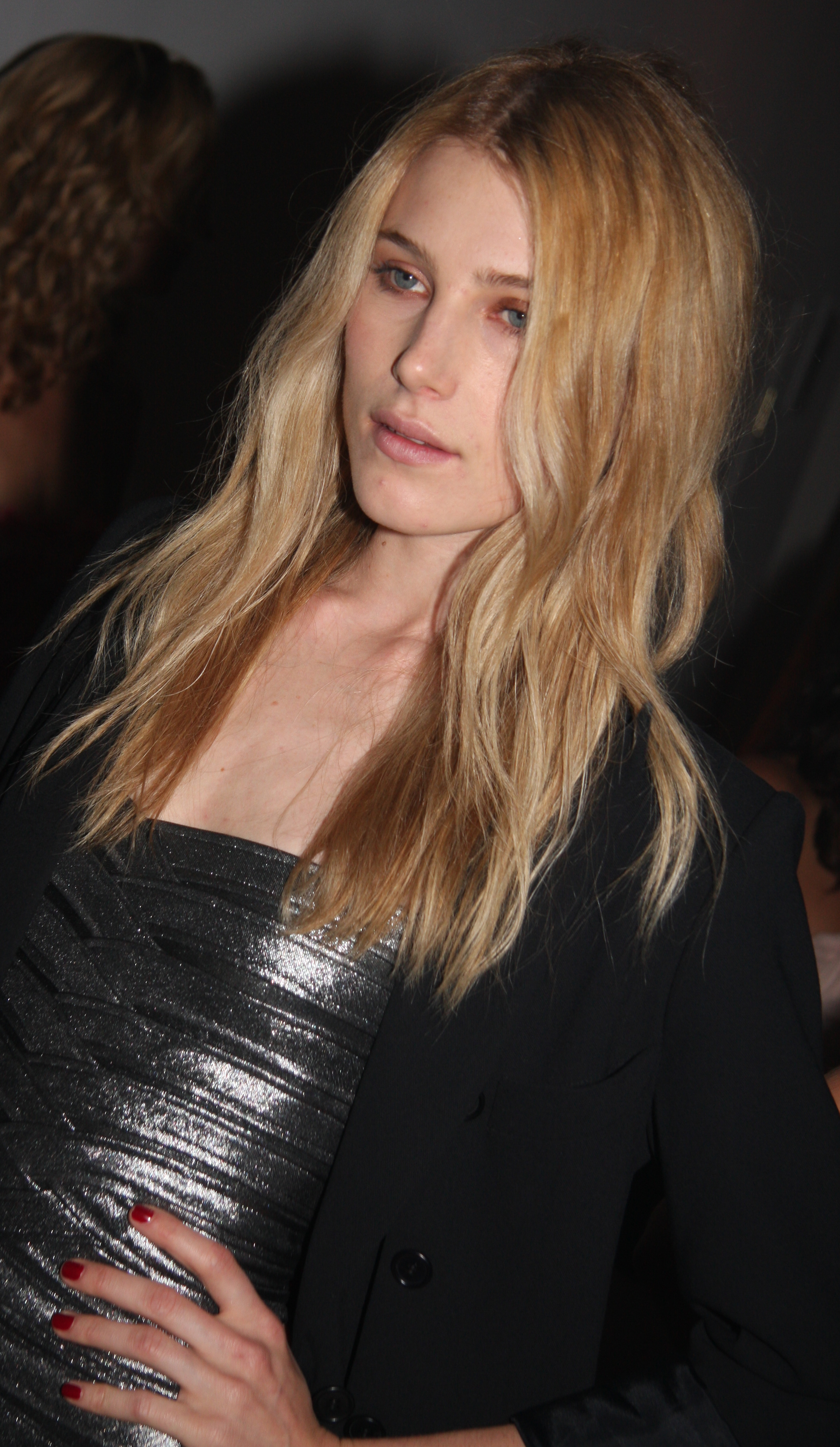
Dree Hemingway
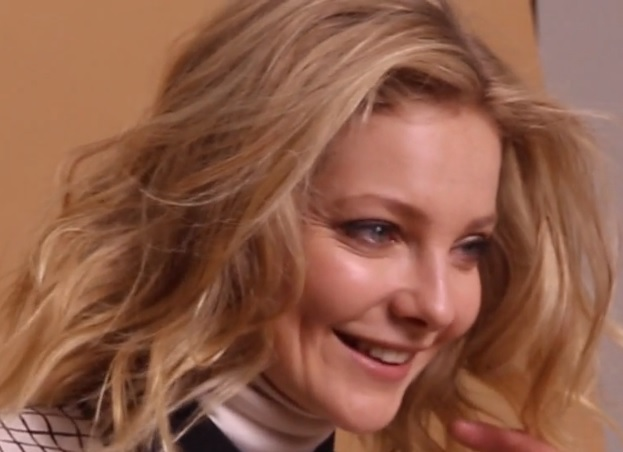
Enikő Mihalik
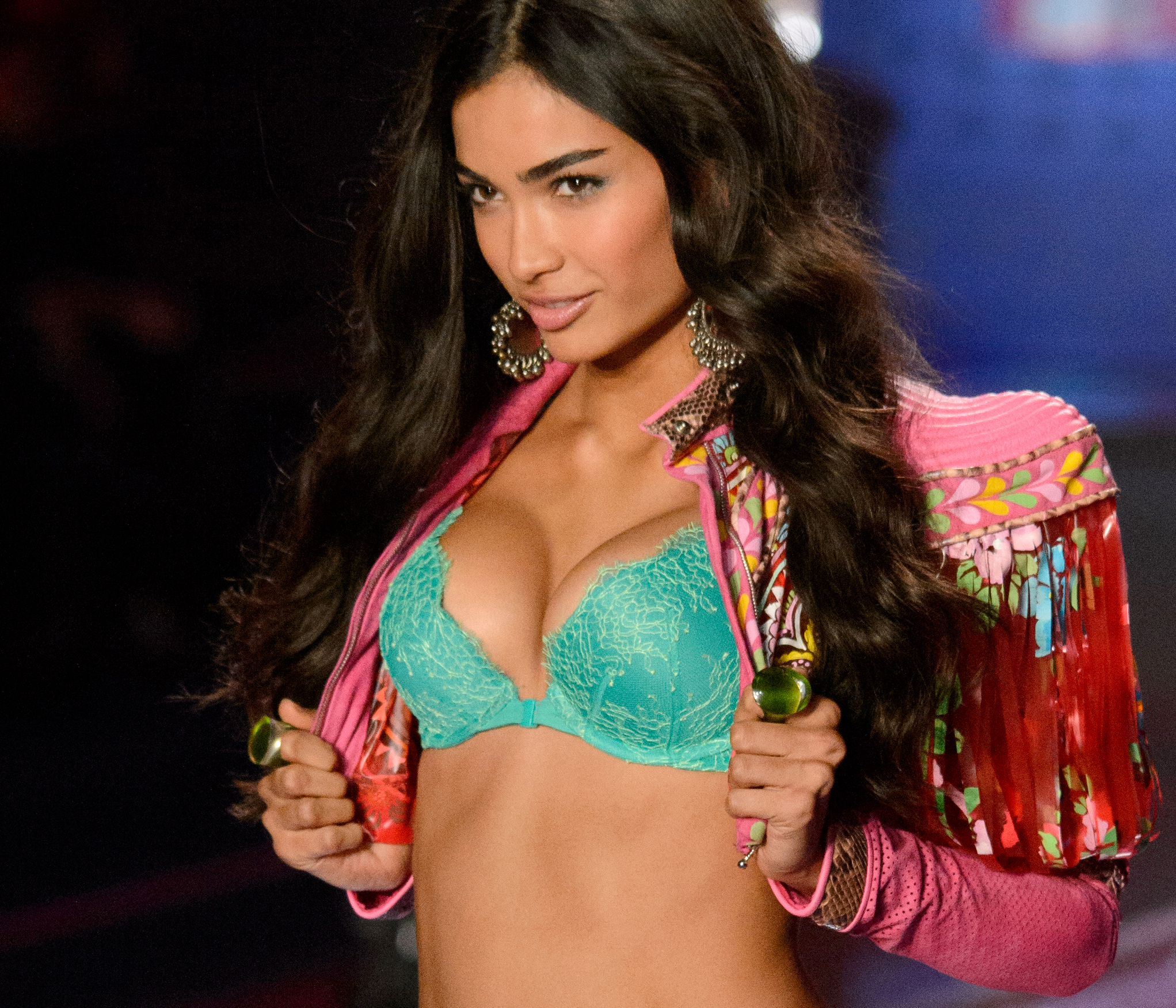
Kelly Gale

### 2017
En 2017, le magazine a une parution tous les deux mois.
Playmate of the Year : Brook Power
- Miss January : Bridget Malcolm
- Miss February : Joy Corrigan

NB. Après une année pendant laquelle Playboy a banni la nudité de ses modèles, le magazine revient aux photos nues à partir du numéro de mars/avril 2017. 
- Miss March : Elizabeth Elam
- Miss April : Nina Daniele
- Miss May : Lada Kravchenko
- Miss June : Elsie Hewitt
- Miss July : Dana Taylor
- Miss August : Liza Kei
- Miss September : Jessica Wall
- Miss October : Milan Dixon
- Miss November : Inès Rau  (première playmate « transgenre »)
- Miss December : Allie Leggett

Playmates de 2017
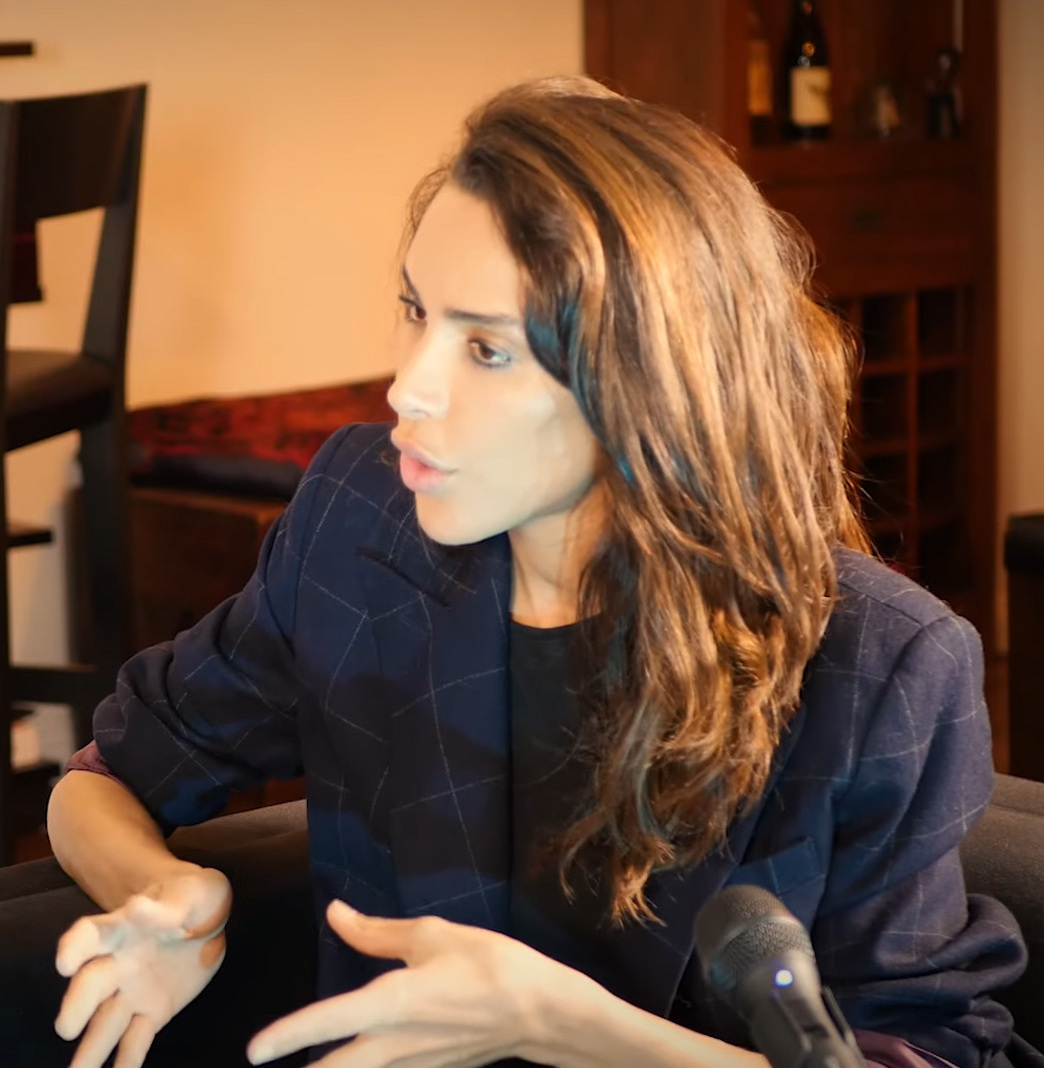
Inès Rau

### 2018
En 2018, le magazine a une parution tous les deux mois.
Playmate of the Year : Nina Daniele
- Miss January : Kayla Garvin
- Miss February : Megan Samperi
- Miss March : Jenny Watwood
- Miss April : Nereyda Bird
- Miss May : Shauna Sexton
- Miss June : Cassandra Dawn
- Miss July : Valeria Lakhina
- Miss August : Lorena Medina
- Miss September : Kirby Griffin
- Miss October : Olga De Mar
- Miss November : Shelby Rose
- Miss December : Jordan Emanuel

Playmates de 2018
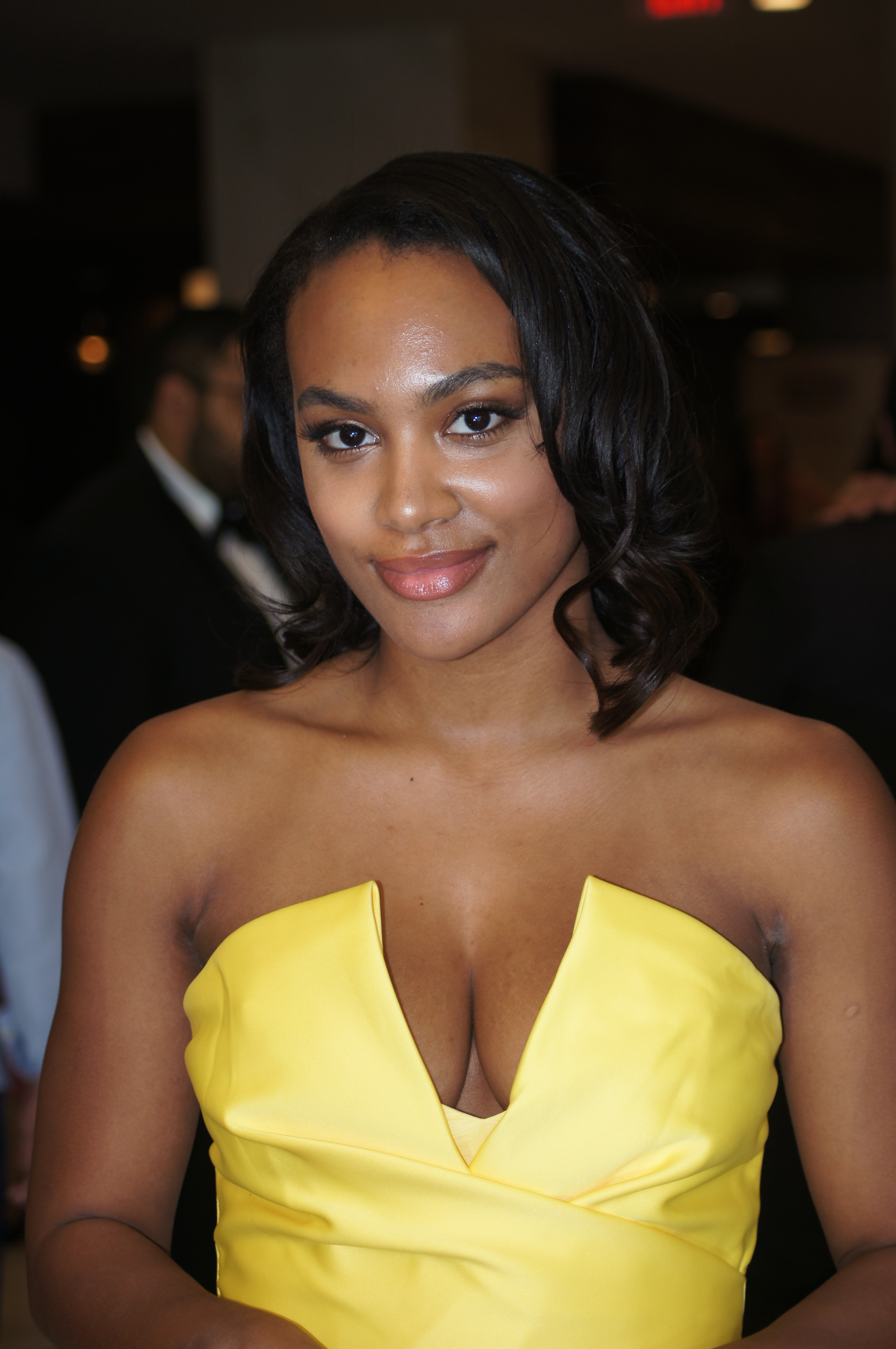
Jordan Emmanuel

### 2019
En 2019, le magazine a une parution trimestrielle.
Playmate of the Year : Jordan Emanuel
- Miss January : Vendela Lindblom
- Miss February : Megan Moore
- Miss March : Miki Hamano
- Miss April : Fo Porter
- Miss May : Abigail O'Neill
- Miss June : Yoli Lara
- Miss July : Teela LaRoux
- Miss August : Geena Rocero  (playmate « transgenre »)
- Miss September : Sophie O’Neil
- Miss October : Hilda Dias Pimentel
- Miss November : Gillian Chan
- Miss December : Jordy Murray

Playmates de 2019
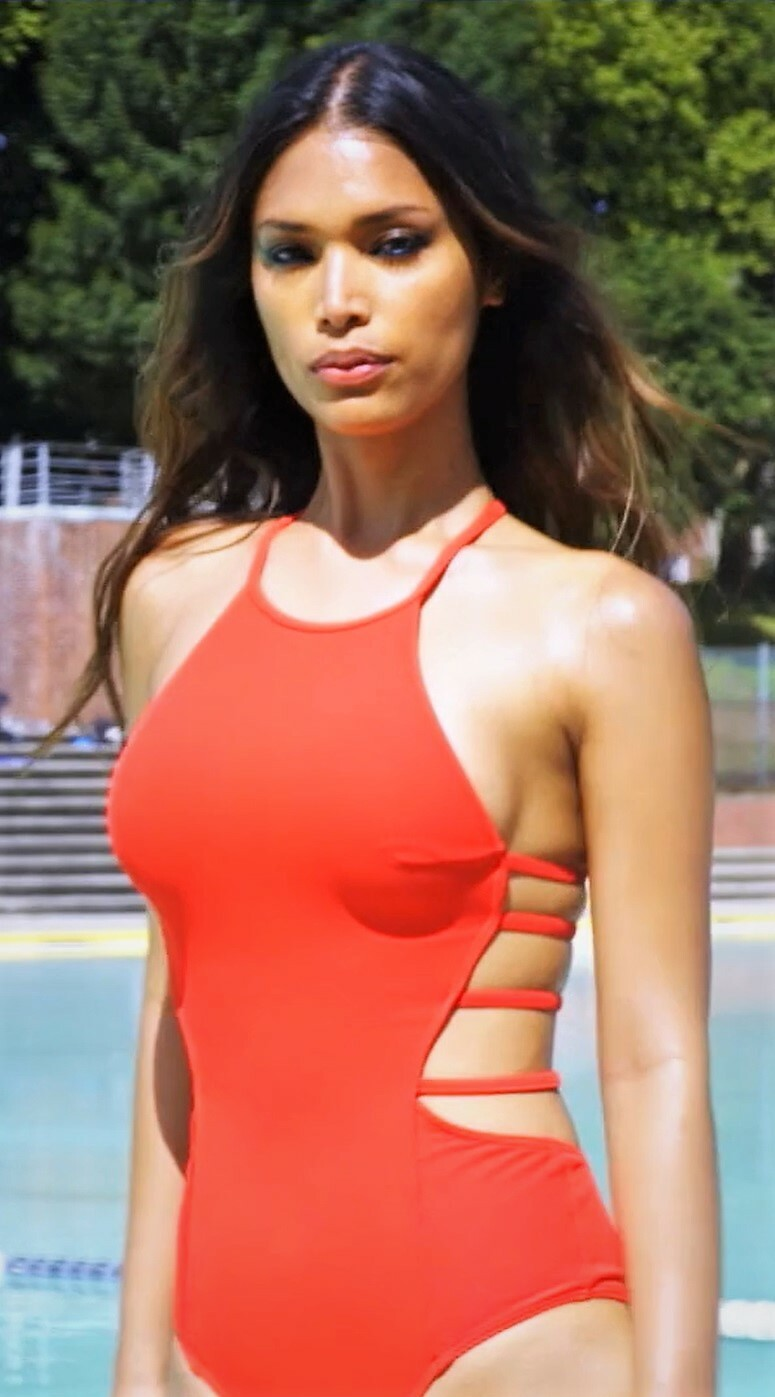
Geena Rocero

## Source
- (en) Wekinglypigs PLAYBOY Playmates